# Nerw krtaniowy górny

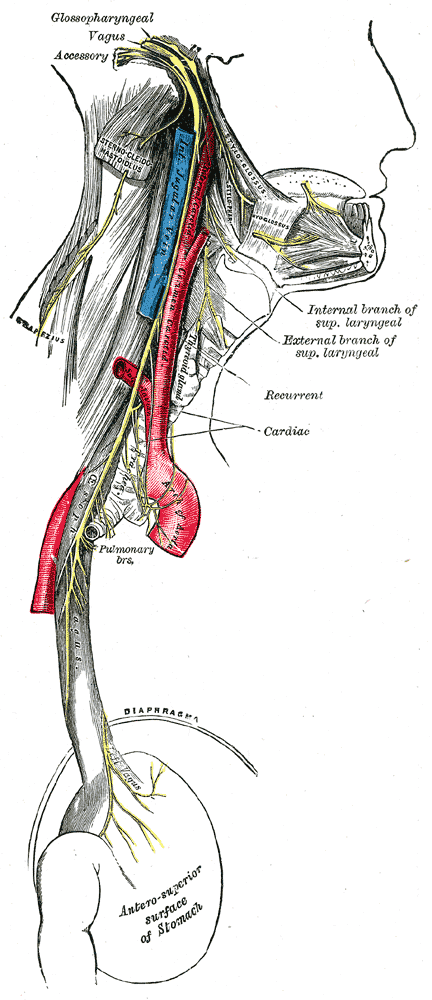
Przebieg i odgałęzienie nerwów językowo-gardłowego, nerwu błędnego i nerwu dodatkowego

Nerw krtaniowy górny (łac. nervus laryngeus superior) – w anatomii człowieka nerw należący do gałęzi odcinka szyjnego nerwu błędnego. Swój początek ma w dolnej części zwoju dolnego nerwu błędnego. Biegnie w dół między boczną ścianą gardła a tętnicą szyjną wewnętrzną. Biegnie w dół i ku przodowi, na wysokości kości gnykowej dzieli się na gałąź wewnętrzną i zewnętrzną.
Gałąź wewnętrzna biegnie poprzez otwór w błonie tarczowo-gnykowej unerwiając czuciowo górną część krtani do szpary głośni. Gałąź zewnętrzna unerwia głównie mięsień pierścienno-tarczowy i mięsień zwieracz dolny gardła, oddaje gałązki do błony śluzowej przedniej połowy fałdów głosowych, przedniej ściany krtani oraz gałązki do gruczołu tarczowego.